# Walter Baumgartner
Walter Baumgartner   (Weiach, 4 d'octubre de 1953 - 3 d'octubre de 2024) va ser un ciclista suís. Durant la seva carrera esportiva combinà la carretera amb la pista, on obtingué els majors èxits. En el seu palmarès destaquen quatre medalles als Campionats del món.

## Palmarès en pista
- 1978
  -  Campió de Suïssa en puntuació

## Palmarès en ruta
- 1979
  - Vencedor d'una etapa de la Volta a la Baixa Saxònia
- 1984
  - Vencedor d'una etapa de la Volta a Suïssa